# District de Jianghai
Le district de Jianghai (江海区 ; pinyin : Jiānghǎi Qū) est une subdivision administrative de la province du Guangdong en Chine. Il est placé sous la juridiction de la ville-préfecture de Jiangmen.